# 藤島新
藤島 新（ふじしま しん、1947年7月22日 - ）は、日本の歌手。

## 来歴・人物
長崎県平戸市出身。本名・藤島三男。上智大学外国語学部英語学科卒業。上智大学グリークラブ（男声合唱団）所属。大学在学時にジァンジァンでシャンソン歌手としてソロデビューした。
一般公募でNHKのヤング101の第二期生のオーディションを受け、約3000人の応募者の中から選ばれた15人の合格者の1人として、1971年7月7日に晴れてNHK総合テレビジョンの音楽番組『ステージ101』にレギュラーとして初出演した。番組オリジナルソングの一つである「愛の限界」（岡田富美子作詞・東海林修作曲）を歌い、高く甘い歌声で人気を得て「101のプリンス」「ヤングのプリンス」と呼ばれた。　
1973年にヤング101を卒業後、「愛にさよならはない」でソロ活動を再開。また、ミュージカル「サウンド・オブ･ミュージック」に出演した。
1976年、同じくヤング101の元メンバーである黒沢裕一とピーカブーを結成し、数々の楽曲をリリースし、ライブ活動も精力的に行った。ちなみにピーカブー（Peekaboo）とは、英語で「いないいないばあ」の意味である。また槇みちると共に「みちるとピーカブー」として、NHK教育テレビジョン『できるかな』の末期テーマソングを担当した。
1986年から1987年まで、『ことばのくに』（NHK教育）の新作さん役でレギュラー出演。
2001年には、ディズニーランドにおいて、ウォルト・ディズニー生誕100周年記念イベントに出演。
現在はスタジオミュージシャンとして活躍。ディズニーランドのオムニバスCDやサンリオピューロランドのCDにも参加。
併行してJoe's houseをオープンし、アートフラワーデザイナーとしても話題。フラワーデザイン関連の出版物も広い世代に好評である。

## 主な作品

### テレビ
- ステージ101（ヤング101。1971年7月7日 - 1973年4月1日、NHK）
- ことばのくに（新作さん役。1986年 - 1987年、NHK教育）

### リリース曲（ヤング101、ソロ）
- 愛の限界（ステージ101のオリジナルソング。B面は「The Lion Sleeps Tonight（ライオンは寝ている）」。この曲には複数の歌詞があるが、ここではトーケンズによるものと同じ英語詞でカバー。）
- 愛にさよならはない
- 愛の翼（ドラマ『GO!GOスカイヤー』の主題歌。B面は「ゴーゴー・スカイヤーのテーマ」）

- 朝の恋人たち
- パピヨンのテーマ
- 南十字星（ダンス・運動会用教材）
- 怪傑ダルタニアンがゆく（サンリオ世界名作映画館より）

#### シングル
| レコード会社 規格品番 発売日 | 面 | 曲名                                         | 作詞（訳詞）             | 作曲                     | 編曲             |
| ---------------------------- | -- | -------------------------------------------- | ------------------------ | ------------------------ | ---------------- |
| 東芝 ETP-2653 '72年6月25日   | A  | 愛にさよならはない                           | なかにし礼               | 筒美京平                 | 筒美京平         |
| 東芝 ETP-2653 '72年6月25日   | B  | 愛は一度だけ                                 | なかにし礼               | 筒美京平                 | 青木望           |
| 東芝 ETP-2781 '72年12月20日  | A  | 愛の限界                                     | 岡田富美子               | 東海林修                 | 東海林修         |
| 東芝 ETP-2781 '72年12月20日  | B  | ライオンは寝ている (The Lion Sleeps Tonight) | Weiss, Peretti, Creatore | Weiss, Peretti, Creatore | 乾裕樹           |
| 東芝 ETP-2850 '73年          | A  | 愛の翼                                       | 吉田旺                   | 中村泰士                 | 高田弘           |
| 東芝 ETP-2850 '73年          | B  | ゴー・ゴー・スカイヤーのテーマ               | 吉田旺                   | 中村泰士                 | 高田弘           |
| 東芝 ETP-2923 '73年          | A  | 朝の恋人たち                                 | 林春生                   | すぎやまこういち         | すぎやまこういち |
| 東芝 ETP-2923 '73年          | B  | 南海に消えた恋                               | 林春生                   | すぎやまこういち         | すぎやまこういち |
| 東芝 ETP－20001 '74年        | A  | パピヨンのテーマ                             | J. Plante（千家和也）    | J. Goldsmith             | 青木望           |
| 東芝 ETP－20001 '74年        | B  | かばん一つの旅立ち                           | 岡田冨美子               | 深町純                   | 深町純           |

#### アルバム
- 愛の翼・愛の限界/藤島新ファースト・アルバム（EXPRESS/東芝音楽工業 ETP-8257, 1973年5月20日）| 『作詞』の（ ）は日本語詞の作者名を示す。 |                          |                      |           |        |
| #                                         | タイトル                 | 作詞                 | 作曲      | 編曲   |
| 1.                                        | 「愛の翼」               | 吉田旺               | 中村泰治  | 高田弘 |
| 2.                                        | 「明日に架ける橋」       | P. Simon（岩谷時子） | P. Simon  | 深町純 |
| 3.                                        | 「片想いと僕」           | （岡田富美子）       | K. Lavole | 深町純 |
| 4.                                        | 「二人の架け橋」         | 山上路夫             | D. Gates  | 深町純 |
| 5.                                        | 「うつろな愛」           | （長沢澄子）         | C. Simon  | 深町純 |
| 6.                                        | 「ちいさな子供達への唄」 | 深町純               | 深町純    | 深町純 || 『作詞』の（ ）は日本語詞の作者名を示す。 |                                |                            |                         |          |
| #                                         | タイトル                       | 作詞                       | 作曲                    | 編曲     |
| 1.                                        | 「愛の限界」                   | 岡田冨美子                 | 東海林修                | 東海林修 |
| 2.                                        | 「ある朝太陽が昇らない」       | 福田みずほ                 | 樋口康雄                | 樋口康雄 |
| 3.                                        | 「愛の休日」                   | M. Palnareff（しばのみち） | M. Palnareff            | 深町純   |
| 4.                                        | 「トップ・オブ・ザ・ワールド」 | 森あにか                   | R. Carpenter            | 樋口康雄 |
| 5.                                        | 「行かないで」                 | （丸山かずお）             | J. Brel                 | 前田憲男 |
| 6.                                        | 「ふたりのセレナーデ」         | Ｒ. Vincent（山上路夫）    | S. Van Hoimen, D. Mckay | 深町純   |
- 朝の恋人たち/藤島新セカンド・アルバム（EXPRESS/東芝音楽工業 ETP-9086）| 『作詞』の（ ）は日本語詞の作者名を示す。 |                                |                |                  |                  |
| #                                         | タイトル                       | 作詞           | 作曲             | 編曲             |
| 1.                                        | 「朝の恋人たち」               | 林春生         | すぎやまこういち | すぎやまこういち |
| 2.                                        | 「イエスタディ・ワンス・モア」 | （山上路夫）   | R. Carpenter     | 青木望           |
| 3.                                        | 「クレア」                     | （福田みずほ） | R. O'Sullivan    | 樋口康雄         |
| 4.                                        | 「ふたりのロマン」             | Adamo          | Adamo            | 青木望           |
| 5.                                        | 「ひいらぎ」                   | 深町純         | 深町純           | 深町純           |
| 6.                                        | 「忘れたいのに」               | （山上路夫）   | L. Kolber        | 前田憲男         || 『作詞』の（ ）は日本語詞の作者名を示す。 |                              |                          |                  |                  |
| #                                         | タイトル                     | 作詞                     | 作曲             | 編曲             |
| 1.                                        | 「たったひとつでいい」       | 福田みずほ               | 樋口康雄         | 樋口康雄         |
| 2.                                        | 「LOVE」                     | J. Lennon                | J. Lennon        | 青木望           |
| 3.                                        | 「ア・ソング・フォー・ユー」 | L. Russell（安井かずみ） | L. Russell       | 深町純           |
| 4.                                        | 「南海に消えた恋」           | 林春生                   | すぎやまこういち | すぎやまこういち |
| 5.                                        | 「かばん一つの旅立ち」       | 岡田冨美子               | 深町純           | 深町純           |
| 6.                                        | 「遠い島」                   | P. Le Matayer            | J. Ollivier      | 深町純           |

### リリース曲（ピーカブー時代）
- イエローサブマリンの刺繍
- 恋文横丁
- モーニング・ブルースカイ
- ポプラ通りの家（NHKアニメ『キャプテン・フューチャー』エンディング）
- 誰かがぼくをみつめてる（NHKアニメ『名犬ジョリィ』の挿入歌）
- あこがれへの旅（『銀河鉄道999』「遥かな母への賛歌」のB面）
- GO! GO! モンスター号（長編漫画映画『怪物くん 怪物ランドへの招待』の主題歌）
- さようならコンサート（チューリップの財津和夫の作詞・作曲）

#### シングル
| レコード会社 規格品番 発売日    | 面 | 曲名                       | 作詞   | 作曲     | 編曲     |
| ------------------------------- | -- | -------------------------- | ------ | -------- | -------- |
| 日本コロムビア LK-20-A '76年9月 | A  | イエロー・サブマリンの刺繍 | 松本隆 | 筒美京平 | 船山基紀 |
| 日本コロムビア LK-20-A '76年9月 | B  | なぐさめ                   | 松本隆 | 筒美京平 | 船山基紀 |
| 日本コロムビア LK-26-A '77年2月 | A  | 恋文横丁                   | 松本隆 | 筒美京平 | 船山基紀 |
| 日本コロムビア LK-26-A '77年2月 | B  | 待合室                     | 松本隆 | 筒美京平 | 船山基紀 |
| 日本コロムビア PK-72 '77年9月   | A  | モーニング・ブルー・スカイ | 松本隆 | 筒美京平 | 船山基紀 |
| 日本コロムビア PK-72 '77年9月   | B  | サンシャイン・ガール       | 松本隆 | 筒美京平 | 船山基紀 |

#### アルバム
- 暦（日本コロンビア LX-7008-A, 1977年）ファーストアルバム[3]

| #  | タイトル                       | 作詞     | 作曲     | 編曲     |
| -- | ------------------------------ | -------- | -------- | -------- |
| 1. | 「イエロー・サブマリンの刺繍」 | 松本隆   | 筒美京平 | 船山基紀 |
| 2. | 「卒業」                       | 竜真知子 | 佐藤健   | 船山基紀 |
| 3. | 「親友」                       | 松本隆   | 佐藤健   | 船山基紀 |
| 4. | 「白いページ」                 | 谷口康清 | 黒住憲五 | 船山基紀 |
| 5. | 「しらさぎ2号」                | 竜真知子 | 佐藤健   | 船山基紀 |
| 6. | 「本音」                       | 松本隆   | 筒美京平 | 船山基紀 |

| #  | タイトル       | 作詞     | 作曲     | 編曲     |
| -- | -------------- | -------- | -------- | -------- |
| 1. | 「恋文横丁」   | 松本隆   | 筒美京平 | 船山基紀 |
| 2. | 「冬枯れの街」 | 竜真知子 | 佐藤健   | 船山基紀 |
| 3. | 「福寿草」     | 竜真知子 | 和田昭治 | 船山基紀 |
| 4. | 「ほうせん花」 | 松本隆   | 筒美京平 | 船山基紀 |
| 5. | 「待合室」     | 松本隆   | 筒美京平 | 船山基紀 |
| 6. | 「朝顔」       | 谷口康清 | 黒住憲五 | 船山基紀 |

### カバー
- 「行け!行け!メガロマン」[4]
- 「ウルトラマン80」[5]
- 「青春の旅立ち」[6]

### CM出演
- 「デミス・全身シャンプー」（ミツワ石鹸、1973年。イメージキャラクターとしてテレビCM・ポスター・雑誌広告に登場。）

### その他
- 「街は青春」（両備グループCMソング）
- 「みつめあえばそこに」（テレビ信州社歌、やまがたすみことデュエット）
- 「三人の騎士」（パンチート、ホセ）※歌のみ。劇中で台詞を演じるのは古川登志夫、中尾隆聖。
- 「怪傑ダルタニアンがゆく」（1991年。劇場アニメ「サンリオアニメフェスティバル けろけろけろっぴの三銃士」主題歌）

### 舞台
- サウンド・オブ･ミュージック　帝国劇場（長女リースルの恋人ロルフ役）

## 主な著書
- 『ドライフラワー雑記帳』（SCC出版）
- 『僕のドライフラワーノート』（パッチワーク通信社）
- 『リースノート』（日本ヴォーグ社）
- 『ドライフラワーを愉しむ』（同朋舎）
- 『作って、飾ってリースを楽しむ！四季のアレンジ50　Natural wreath』（ベストセラーズ）